# Communauté de communes Haut Val de Sèvre
Die Communauté de communes Haut Val de Sèvre ist ein französischer Gemeindeverband mit der Rechtsform einer Communauté de communes im Département Deux-Sèvres in der Region Nouvelle-Aquitaine. Sie wurde am 1. Januar 2014 gegründet und umfasst 19 Gemeinden. Der Verwaltungssitz befindet sich im Ort Saint-Maixent-l’École.

## Mitgliedsgemeinden
| Gemeinde                                 | Einwohner 1. Januar 2022 | Fläche km² | Dichte Einw./km² | Code INSEE | Postleitzahl |
| ---------------------------------------- | ------------------------ | ---------- | ---------------- | ---------- | ------------ |
| Augé                                     | 887                      | 23,33      | 38               | 79020      | 79400        |
| Avon                                     | 63                       | 12,54      | 5                | 79023      | 79800        |
| Azay-le-Brûlé                            | 1.952                    | 22,10      | 88               | 79024      | 79400        |
| Bougon                                   | 170                      | 11,70      | 15               | 79042      | 79800        |
| Cherveux                                 | 1.867                    | 22,25      | 84               | 79086      | 79410        |
| Exireuil                                 | 1.562                    | 21,06      | 74               | 79114      | 79400        |
| François                                 | 976                      | 9,39       | 104              | 79128      | 79260        |
| La Crèche                                | 5.681                    | 34,50      | 165              | 79048      | 79260        |
| Nanteuil                                 | 1.702                    | 20,62      | 83               | 79189      | 79400        |
| Pamproux                                 | 1.685                    | 36,30      | 46               | 79201      | 79800        |
| Romans                                   | 702                      | 11,42      | 61               | 79231      | 79260        |
| Saint-Maixent-l’École                    | 7.433                    | 5,22       | 1.424            | 79270      | 79400        |
| Saint-Martin-de-Saint-Maixent            | 1.066                    | 12,64      | 84               | 79276      | 79400        |
| Sainte-Eanne                             | 592                      | 13,83      | 43               | 79246      | 79800        |
| Sainte-Néomaye                           | 1.353                    | 10,69      | 127              | 79283      | 79260        |
| Saivres                                  | 1.322                    | 21,24      | 62               | 79302      | 79400        |
| Salles                                   | 323                      | 7,77       | 42               | 79303      | 79800        |
| Soudan                                   | 424                      | 23,29      | 18               | 79316      | 79800        |
| Souvigné                                 | 858                      | 26,41      | 32               | 79319      | 79800        |
| Communauté de communes Haut Val de Sèvre | 30.618                   | 346,30     | 88               | –          | –            |

## Quelle
1. ↑  www.collectivites-locales.gouv.fr
2. ↑  CC Haut Val de Sèvre (SIREN: 200 041 994) in der Base nationale sur l’intercommunalité (BANATIC) des französischen Innenministeriums (französisch), abgerufen am 18. November 2015.